# Афанасьев, Фёдор Никанорович
Фёдор Никанорович Афанасьев (XIX век — не ранее 1916) — русский офицер. Герой Первой мировой войны.

## Биография
Участник Русско-японской войны, за храбрость был награждён Георгиевским крестом IV степени.
Участник Первой мировой войны с 1914 года, подпрапорщик 10-го Финляндского стрелкового полка. 12 октября 1914 года был награждён Георгиевским крестом III степени за  № 3277: 
За то, что, в бою 12 октября 1914 года  у деревни Зайончково, за убылью ротного командира, принял командование ротой и умело управлял ей
22 октября 1914 года был награждён Георгиевским крестом II степени за № 2462:
За то, что, в бою 22 октября 1914 года, под сильным огнем противника, с явной опасностью для жизни, вызвался охотником на разведку противника и доставил важное донесение
3 ноября 1914 года был награждён Георгиевским крестом I степени за № 732:
За то, что, в бою 3 ноября 1914 года под сильным огнем противника, с явной опасностью для жизни, вызвался охотником на разведку и доставил ценные сведения о противнике

Высочайшим приказом от 3 февраля 1916 года за храбрость был награждён Орденом Святого Георгия IV степени и произведён в подпоручики:
За то, что 17 августа 1915 года в бою у д. Теофиполка, командуя ротой и несмотря на сильный картечный огонь и большую убыль людей роты, зайдя во фланг неприятельской батареи бросился на неё в штыки, переколол часть прислуги и захватил 8 действовавших орудий, и повернув два из них, открыл огонь по бегущему в беспорядке противнику

Высочайшим приказом от 29 мая 1916 года за храбрость был награждён Георгиевским оружием: 
Числящемуся по армейской пехоте и состоящему в 10-м Финляндском стрелковом полку Фёдору Афанасьеву за то, что  в бою 25 августа 1915 года у дер. Луки-Вельки, командуя ротой, под сильным пулемётным и ружейным огнём, личным примером увлёк роту за собой, довёл до штыкового удара и захватил действующий пулемёт и пленными одного офицера и 157 нижних чинов
А также награжден Георгиевскими медалями 4-й ст., 3-й ст. и медалью «В память 300-летия Дома Романовых».